# Gariwo la foresta dei Giusti
Gariwo, la foresta dei Giusti, è una fondazione ONLUS con sede a Milano che svolge la sua attività a livello internazionale. Scopo dell'associazione, presieduta da Gabriele Nissim, è di accrescere e approfondire la conoscenza e l'interesse verso le figure e le storie dei Giusti, con iniziative pubbliche, l'uso dei mezzi di comunicazione, il sito internet e i social network. Altro principale scopo è quello di creare Giardini di Giusti nel mondo.
Giusti sono «coloro che si sono opposti o che attualmente si oppongono nel mondo a genocidi, stermini di massa, crimini contro l'umanità o che ne siano stati vittime».

## Storia
Fu fondata a Milano nel 1999 da Gabriele Nissim, Pietro Kuciukian, Ulianova Radice e Anna Maria Samuelli, costituendosi nel 2001 come Comitato foresta dei Giusti-Gariwo. Nel 2009 viene riconosciuta come Organizzazione non lucrativa di utilità sociale (ONLUS).
Nel novembre 2008 Gariwo, insieme al Comune di Milano e all'UCEI (Unione delle Comunità Ebraiche Italiane), dà vita all'Associazione per il Giardino dei Giusti di Milano, per la gestione del Giardino dei Giusti di tutto il mondo.
La sua attività è sostenuta da un Comitato scientifico internazionale.
Gariwosa è la sezione di Gariwo aperta da Svetlana Broz a Sarajevo in Bosnia ed Erzegovina che si pone come obiettivo l'identificazione e la valorizzazione di quei personaggi che si spendono per il dialogo e la riconciliazione tra le etnie che si erano contrapposte nelle guerre jugoslave.
In occasione della prima Giornata europea dei Giusti, il 6 marzo 2013, Yolande Mukagasana (testimone e sopravvissuta al genocidio ruandese) ha fondato GARIRWA, Giardino dei Giusti del Ruanda, a Kigali.
Dal 2020 Gariwo si è trasformata in Fondazione.

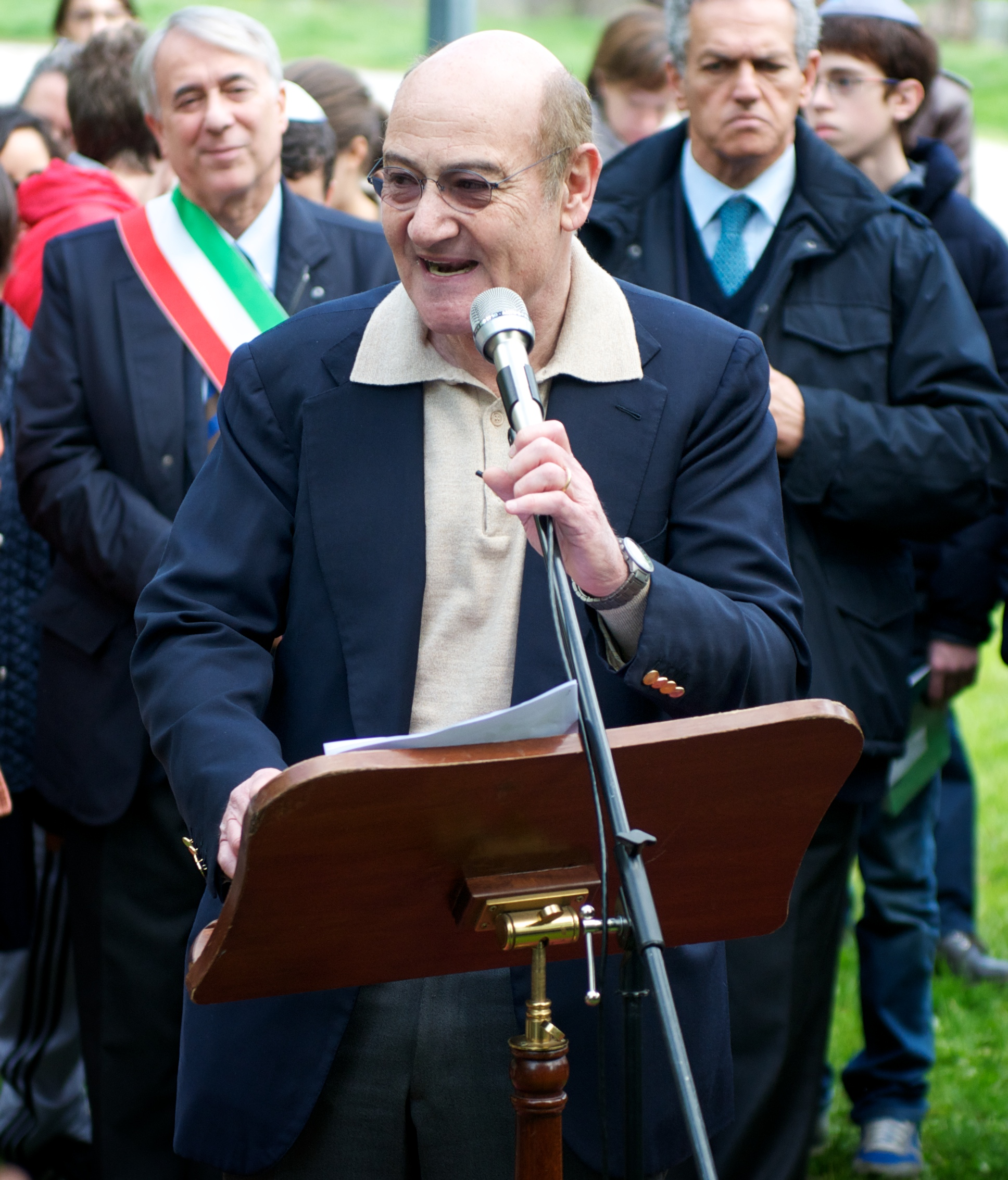
Il presidente di Gariwo Gabriele Nissim. Alle sue spalle l'ex sindaco di Milano Giuliano Pisapia

## Attività
(Dal messaggio di Avraham Burg, Presidente emerito della Knesset, Parlamento israeliano a Gabriele Nissim, Presidente di Gariwo, la foresta dei Giusti)
Gariwo ha promosso negli anni numerose iniziative: convegni, manifestazioni, spettacoli e mostre.

### Giornata europea dei Giusti

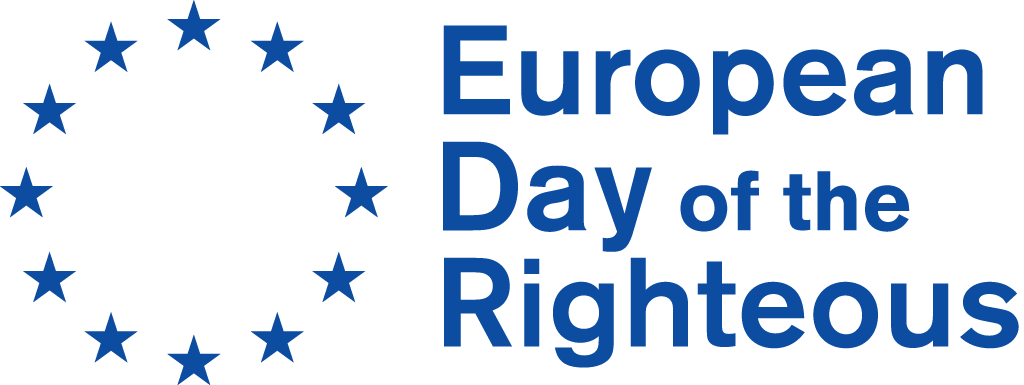
La Giornata europea dei Giusti ricorre il 6 marzo di ogni anno

Il 10 maggio 2012, accogliendo l'appello fatto da Gariwo, il Parlamento europeo ha stabilito la data del 6 marzo come commemorazione annuale della Giornata europea dei Giusti. L'appello internazionale è stato sostenuto da più di 3600 cittadini, intellettuali, artisti, e politici fra cui i primi, gli stessi deputati italiani. Con la commemorazione annuale del 6 marzo, scelta in onore di Moshe Bejski (Dzialoszyce, 29 dicembre 1921 - Tel Aviv, 6 marzo 2007), l'Europa, così come fa notare Gariwo, ha scelto di non dimenticare, ricordando coloro che si erano impegnati a soccorrere i perseguitati durante i genocidi e coloro che si erano impegnati a difendere la dignità umana calpestata nei sistemi totalitari. La decisione del Parlamento Europeo è stata unica nel suo genere. In seguito a tale decisione infatti, Gabriele Nissim faceva notare : [....] È la prima volta che viene approvata una mozione che denuncia la pratica del genocidio in modo universale, senza alcun tipo di discriminazione ideologica.

### Giornata dei Giusti dell'umanità
L'Italia è stata il primo Paese a recepire nel suo ordinamento la Dichiarazione del Parlamento Europeo.
Per questo, con il voto del Senato del 7 dicembre 2017, è stata approvata la legge che istituisce la Giornata dei Giusti dell'umanità, da celebrarsi il 6 marzo.

### Giardini dei Giusti
Mentre il primo Giardino dei Giusti nato a Gerusalemme nel 1963 all'interno del museo di Yad Vashem ricorda i Giusti non ebrei che hanno contribuito con opere meritorie a salvare la vita agli ebrei durante la Shoah, Gariwo ha esteso il concetto di Giusto a tutti coloro che si sono opposti con responsabilità individuale ai crimini contro l'umanità e a tutti i totalitarismi.
A tal scopo sono stati creati dei giardini in cui vengono piantumati alberi in omaggio e in ricordo non solo di coloro che hanno aiutato gli ebrei durante l'Olocausto ma anche di chi ha salvato vite umane nel corso di tutti i genocidi e omicidi di massa come quelli armeni, bosniaci, cambogiani, ruandesi), oltre che, di altri crimini contro l'umanità commessi nel ventesimo e ventunesimo secolo, ed anche di coloro che hanno salvaguardato la dignità umana durante i regimi totalitari del nazismo e del comunismo.
I giardini sono stati realizzati da Gariwo sia direttamente che in collaborazione ad altre associazioni.

#### Creati da Gariwo

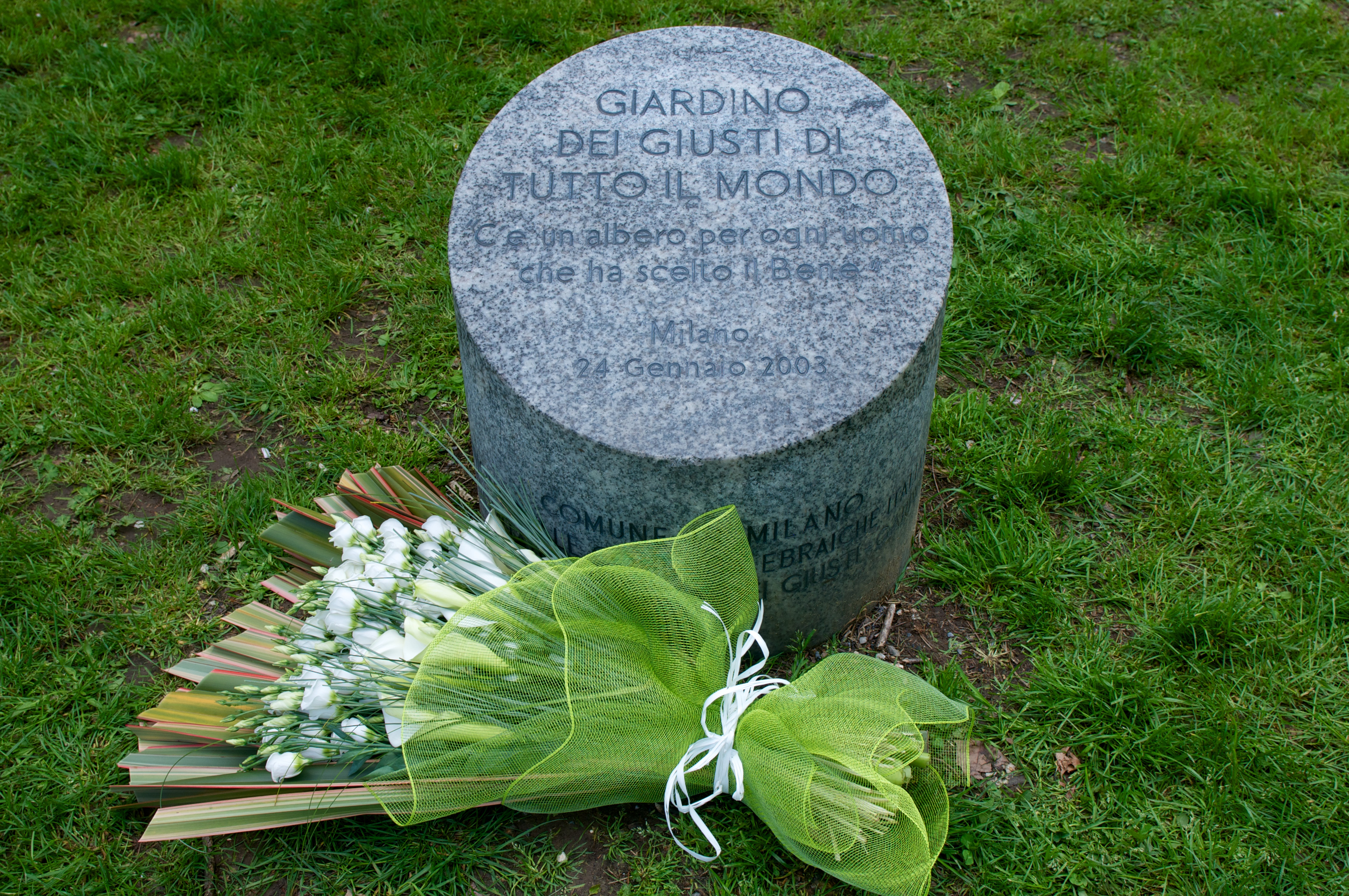
Cippo Giardino dei Giusti di tutto il mondo nel Parco Monte Stella di Milano, particolare di uno dei tanti Giardini nel mondo

- Milano, Giardino dei Giusti di tutto il mondo presso il viale dei Giusti, Parco Monte Stella. Inaugurato il 24 gennaio 2003[18][19].
- Milano, Parco in memoria delle Vittime Italiane nei Gulag presso il Parco Valsesia, inaugurato l'11 novembre 2005.
- Varsavia, inaugurato il 5 giugno 2014 insieme al Comitato per il Giardino dei Giusti di Varsavia, costituito su impulso di Tadeusz Mazowiecki.
- Neve Shalom-Wahat el Salam, inaugurato il 10 marzo 2015.
- Tunisi, Ambasciata italiana, inaugurato il 15 luglio 2016 con il Ministero degli Affari Esteri e l'Ambasciata d'Italia a Tunisi[20].
- Giordania, presso lo Sharhabil Bin Hassneh Eco Park, inaugurato il 30 ottobre 2017 con Ecopeace Middle East, il Ministero degli Affari Esteri e l'Ambasciata d'Italia ad Amman.

#### Alcuni luoghi nati in collaborazione con Gariwo
- Bellaria-Igea Marina, provincia di Rimini. Dedica di una piazza e due querce ai Giusti della Shoah, inaugurati il 25 aprile 2004[21].
- Padova. Giardino dei Giusti del Mondo, inaugurato il 5 ottobre 2008 e sorto in attuazione di un progetto avviato con Gariwo nel novembre 1999.
- Solaro, provincia di Milano. Bosco dei Giusti della Brianza, nel Parco delle Groane nei pressi dell'ex polveriera di Solaro, inaugurato il 19 dicembre 2010[22].
- Bisceglie, provincia di Barletta-Andria-Trani. Giardino dei Giusti di tutto il mondo, Orto Schinosa. Inaugurato il 5 settembre 2012[23][24].
- Brescia. Giardino dei Giusti, presso il Parco Tarello, inaugurato il 6 marzo 2013[25][26].
- Roma, Auditorium Parco della Musica. Inaugurato il 22 gennaio 2016.
- Assisi, inaugurato il 6 marzo 2015. L’iniziativa è stata organizzata dalla Diocesi di Assisi-Nocera Umbra-Gualdo Tadino, dall’Opera Casa Papa Giovanni, dal Comune di Assisi e dall’Associazione Italia-Israele di Perugia, in collaborazione con Gariwo.
- Benevento, inaugurato in occasione della Giornata europea dei Giusti 2015. È un esempio di Giardino diffuso, nato nello spazio del liceo scientifico "G. Rummo".
- Agrigento, inaugurato il 3 dicembre 2015. Lo spazio è nato su iniziativa dell'Accademia degli Studi Mediterranei in collaborazione con il Parco Archeologico Regionale "Valle dei Templi".
- Roma, Villa Pamphilj. Inaugurato il 31 Marzo 2016, è nato grazie alla collaborazione tra Gariwo, l'Adei-Wizo e il Municipio Roma XII.

Negli anni sono sorti sempre nuovi Giardini dei Giusti in parchi pubblici, scuole, città e Ambasciate, come a Vercelli, Civita Castellana, Mantova, Pozzallo, Catania, Rimini, Bergamo, Cavriglia, Binasco e Busto Arsizio. Sul sito di Gariwo è disponibile l'elenco dei Giardini dei Giusti esistenti in Italia e nel mondo.

#### Altri luoghi della memoria

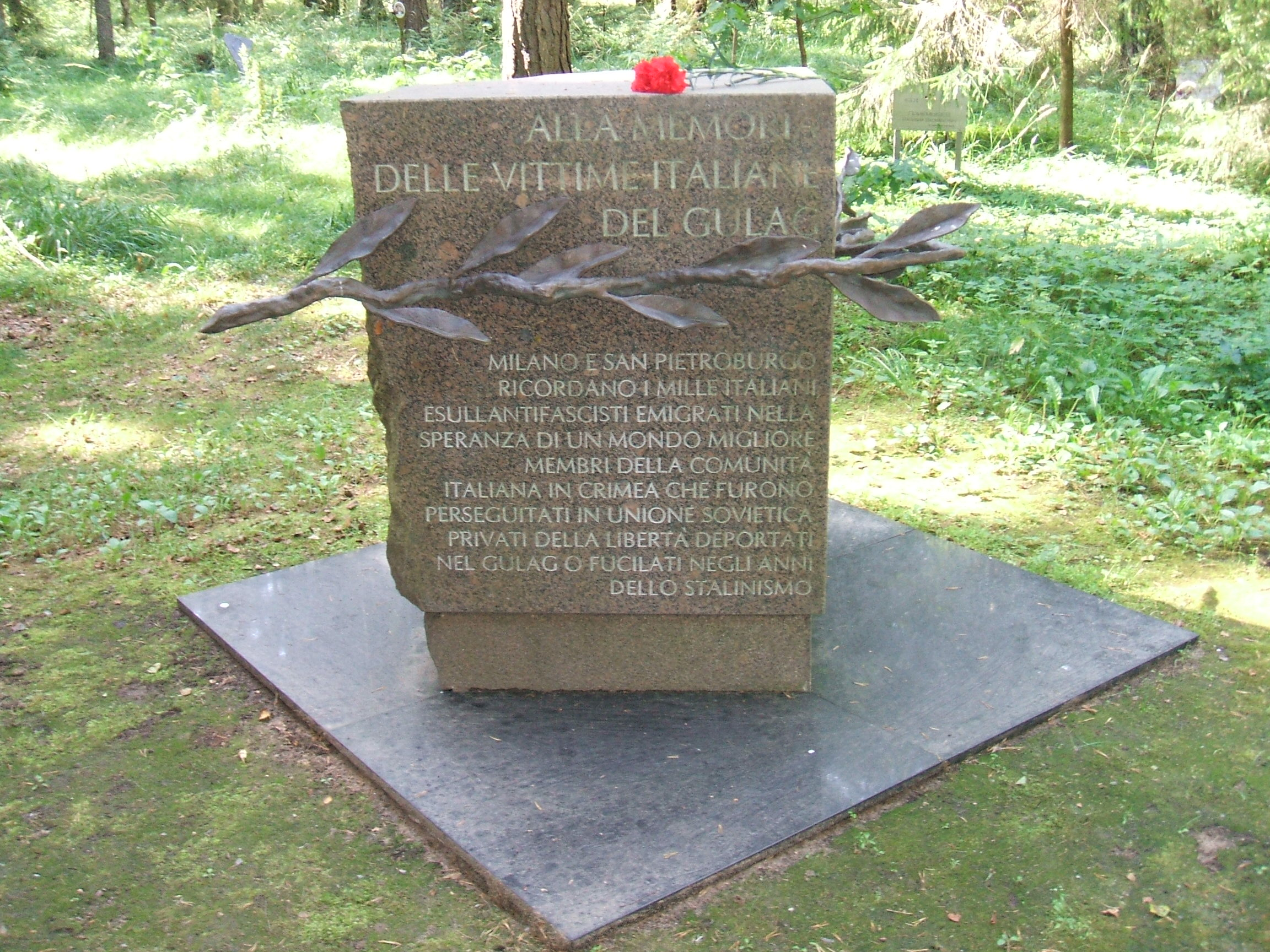
(Левашовская пустошь. Итальянцы) Cimitero Monumentale di Levašovo, San Pietroburgo, Russia. Lapide, sollecitata anche da Gariwo, per ricordare le vittime italiane. Nel 2008 il Presidente della Repubblica Italiana Giorgio Napolitano ha reso omaggio a questa lapide

- Erevan (Armenia), Collina delle rondini. Muro della Memoria accanto al Museo del genocidio armeno, in cui vengono poste le ceneri dei Giusti con una lapide commemorativa. Nel complesso c'è anche il Giardino dei giusti per gli armeni, dedicato alle personalità internazionali venute a rendere omaggio al memoriale[28].
- San Pietroburgo sobborgo di Levašovo, Russia. Su iniziativa del Memoriale di Levašovo e dell'Istituto Italiano di Cultura con Gariwo, nel 2007 è stata posta una lapide per ricordare le vittime italiane del totalitarismo all'interno del Cimitero Memoriale di Levašovo, dove mediante fucilazione, negli anni delle grandi purghe di Stalin, furono sepolte in fosse comuni migliaia di persone innocenti[29]. Nel 2008 il Presidente della Repubblica Italiana Giorgio Napolitano ha reso omaggio alla lapide, su richiesta di Anatolij Razumov e Gabriele Nissim[30].

#### Giardino Virtuale
Nel 2010 Gariwo ha sviluppato il progetto europeo Wefor, pensato per coinvolgere i giovani e le scuole attraverso un archivio di documenti, una serie di percorsi didattici e la realizzazione di Giardini virtuali dei Giusti. Da questo progetto, scelto dalla Comunità Europea nel 2012 come prodotto di eccellenza tra i progetti finanziati, è sorta l'idea di creare un Giardino virtuale nel sito di Gariwo.
Dalla Giornata europea dei Giusti 2017 l'Associazione per il Giardino dei Giusti di Milano utilizza il Giardino Virtuale nel sito di Gariwo per accogliere le storie dei Giusti segnalate dagli utenti, che vengono inserite in uno spazio che riproduce il Giardino del Monte Stella. Vengono così valorizzate le figure che non possono essere ospitate sulla Montagnetta per ragioni logistiche e di organizzazione culturale dei temi di anno in anno scelti per le cerimonie.

### GariwoNetwork
Il 16 novembre 2017 è nato GariwoNetwork, una rete degli 80 giardini e quasi 500 insegnanti che ricordano i Giusti creando luoghi della memoria e dando vita a progetti didattici. Il suo fondamento è la Carta delle responsabilità 2017, documento lanciato da Gariwo e firmato da personalità italiane e internazionali, in cui sono racchiusi i valori con cui riflettere sulle sfide del nostro tempo: fondamentalismo, crisi dei migranti, xenofobia, social network.
Il Network ha una propria piattaforma, accessibile tramite il sito di Gariwo, in cui tutti gli utenti si scambiano idee, progetti e commenti, e possono contattarsi per organizzare insieme eventi e sinergie.

### Conferenze e convegni
L'associazione ha promosso varie iniziative culturali di natura storica, filosofica e giuridica, in relazione al secolo dei genocidi e al valore dei Giusti: numerosi sono stati i convegni internazionali. Tra le attività, anche la presentazioni di libri, saggi, ricerche, documentari, la divulgazione nelle scuole, la pubblicazione di resoconti di seminari.
- Università degli Studi di Padova, Padova (30 novembre - 2 dicembre 2000) :  Si può sempre dire un sì o un no. I Giusti contro il genocidio degli Armeni e degli ebrei, convegno internazionale. Filosofi, storici e ricercatori hanno dibattuto sugli oppositori ai genocidi del XX secolo, soccorrendo, denunciando o documentando gli eccidi.[31].
- Palazzo del Bo, Padova (29 novembre 2001) :Si può sempre dire un sì o un no. Testimonianze di Giusti nel mondo. Sono intervenuti: Antonia Arslan, Boghos Levon Zekiyan, Pietro Kuciukian, Svetlana Broz, Gabriele Nissim, Stefano Levi Della Torre, Julija Dobrovol'skaja, Sergio Rapetti[32].

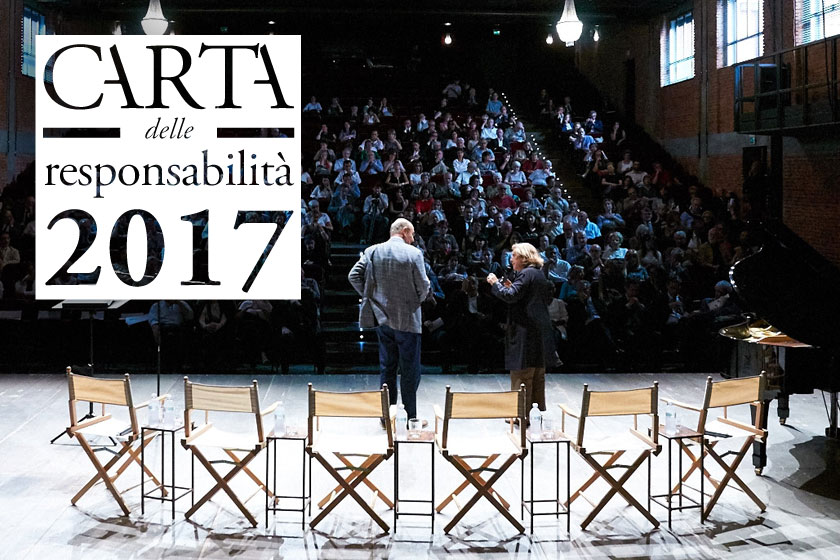
La copertina della pagina dedicata al lancio della Carta delle responsabilità 2017 al Teatro Franco Parenti di Milano. Di spalle sul palco, Gabriele Nissim e Andrée Ruth Shammah.

- Teatro Franco Parenti, Milano (9 e 11 dicembre 2003): I Giusti nel Gulag. Il valore della resistenza morale al totalitarismo sovietico. Convegno internazionale. Interventi di esponenti del dissenso in Unione Sovietica e analisi del dibattito italiano[33].
- Teatro Derby, Milano, (22 gennaio 2010) Fiaccole di Luce. Uomini giusti in tempi oscuri. Convegno internazionale nel Giorno della Memoria). Tema del convegno, le figure di Marek Edelman, Vasilij Grossman e Guelfo Zamboni con interventi di Gabriele Nissim, Konstanty Gebert, Adriano Dell'Asta, Antonio Ferrari, Giuseppe Piperno e il figlio di Grossman, Fedor Guber[34].
- Politecnico di Milano, Milano, (13 - 21 settembre 2012). Un Workshop internazionale per 30 architetti sulla riqualificazione del Giardino dei Giusti di tutto il mondo di Milano[35].
- Palazzo Marino, Milano (9 e 13 novembre 2012). Le virtù dei Giusti e l'identità dell'Europa. Convegno internazionale con interventi dei filosofi Massimo Cacciari, Salvatore Natoli, Sante Maletta, Francesca Nodari e Francesco Tava; del saggista Stefano Levi Della Torre e del presidente di Gariwo Gabriele Nissim[36].La copertina della pagina dedicata al lancio della Carta delle responsabilità 2017 al Teatro Franco Parenti di Milano. Di spalle sul palco, Gabriele Nissim e Andrée Ruth Shammah.
- Teatro Franco Parenti, Milano (17 gennaio, 14 febbraio, 30 marzo e 18 maggio 2017). La crisi dell'Europa e i Giusti del nostro tempo. Ciclo di incontri dedicati a temi di attualità (prevenzione dei genocidi, terrorismo, Europa e ruolo dei Giusti) con interventi di Gerard Malkassian, Yair Auron, Marcello Flores, Alberto Negri, Olivier Roy, Hamadi ben Abdesslem, Hafez Haidar, Massimo Cacciari, Ferruccio De Bortoli, Konstanty Gebert, Salvatore Natoli, Gabriella Caramore, Milena Santerini e Gabriele Nissim.

### Le attività didattiche
Uno degli obiettivi principali di Gariwo è la diffusione degli esempi dei Giusti tra i giovani. A coordinare le attività rivolte al mondo della scuola vi è una Commissione didattica che ogni anno organizza un evento in occasione del Giorno della Memoria, seminari per insegnanti, propone bandi di concorso nelle scuole di ogni ordine e grado, elabora percorsi didattici e organizza conferenze negli istituti e visite guidate al Giardino dei Giusti di tutto il mondo di Milano.

### Altre iniziative

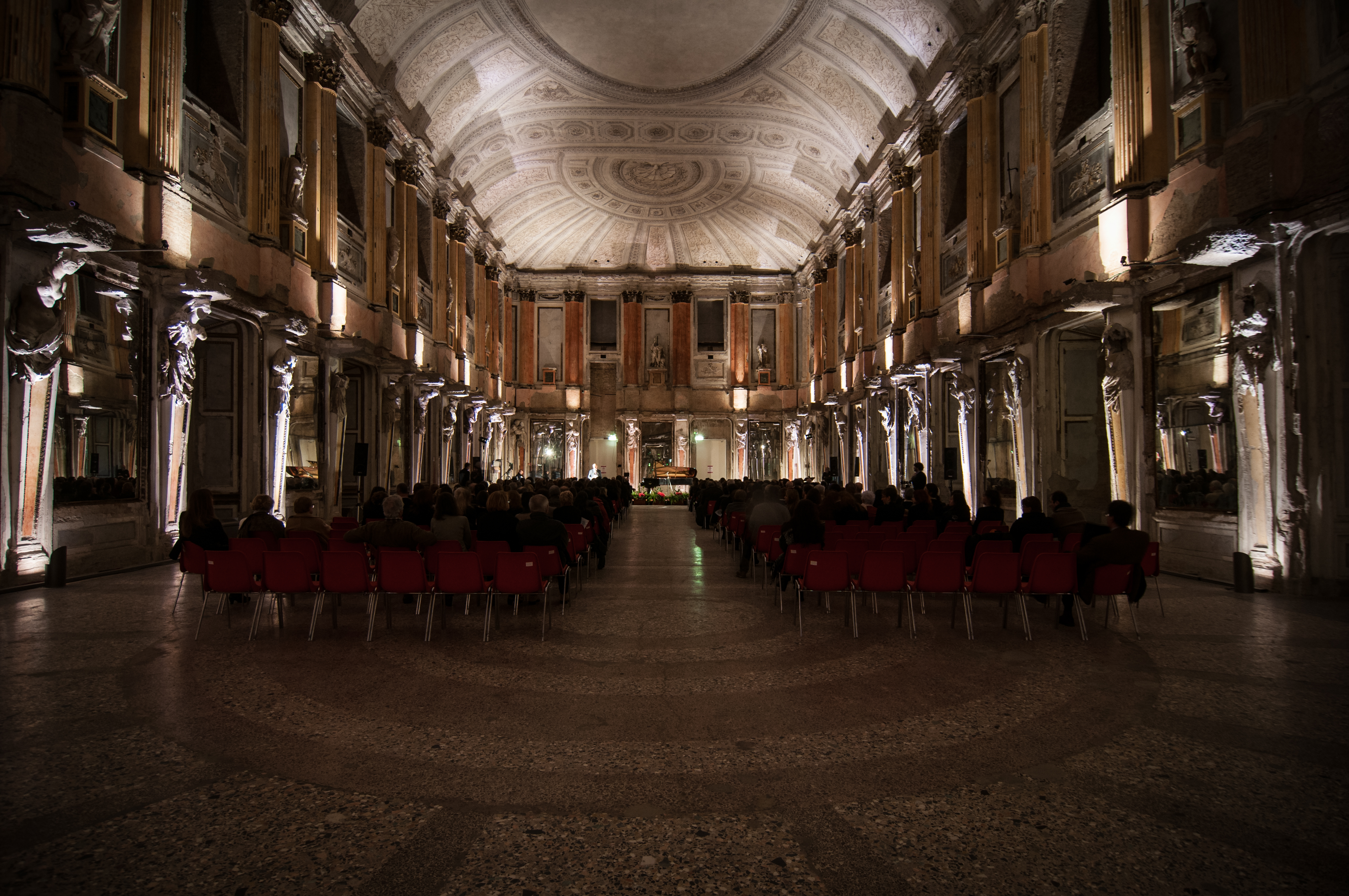
Sala delle Cariatidi di Palazzo Reale a Milano ha ospitato il concerto per la prima Giornata europea dei Giusti

Gariwo organizza convegni e iniziative in occasione del Giorno della Memoria e della Giornata europea dei Giusti.
In occasione della Giornata della Memoria 2011 è stato realizzato lo spettacolo teatrale “Il memorioso. Breve guida alla Memoria del Bene ”, una rappresentazione tratta dai libri di Gabriele Nissim Il Tribunale del Bene e La bontà insensata. Massimiliano Speziani interpreta il monologo, la regia è di Paola Bigatto. Lo spettacolo viene tuttora portato in scena in scuole e teatri italiani.
Per la prima Giornata europea dei Giusti, il 6 marzo 2013, Gariwo ha organizzato, insieme al Comune di Milano e all'Unione delle comunità ebraiche italiane, il concerto : Dalla classica al jazz. Due pianisti incontro all'Europa dei Giusti, all'interno della Sala delle Cariatidi del Palazzo Reale di Milano con pianista polacco Janusz Olejniczak e il jazzista Gaetano Liguori, oltre che, all'attrice e regista Paola Bigatto che interpretato alcune letture sul tema dei Giusti.
Per la Giornata europea dei Giusti 2016 ha organizzato un concerto, insieme al Comune di Milano e all'Unione delle comunità ebraiche italiane, con il Maestro Gaetano Liguori e letture dell'attrice Sonia Bergamasco.
Al termine del ciclo di incontri del 2017 al Teatro Franco Parenti di Milano, Gariwo ha lanciato la Carta delle responsabilità 2017, un documento che ha come primi firmatari Giuseppe Sala, Gabriele Nissim, Andrée Ruth Shammah e Piergaetano Marchetti e vuole far riflettere sui problemi del nostro tempo.
Il 18 dicembre 2019 i City Angels sono stati proclamati da Gabriele Nissim "Guardiani morali del Giardino dei Giusti".
Il 27 gennaio 2021 il Presidente di Gariwo Gabriele Nissim è stato audito alla Commissione Esteri della Camera dei deputati.
Nel settembre 2021, insieme al Comune di Roma e al Ministero degli Affari Esteri, Gariwo ha inaugurato il Viale dei Giusti della Farnesina.
Il 30 marzo 2023 è stato inaugurato in Palazzo Salerno di Piazza del Plebiscito a Napoli, sede del Comando Forze Operative Sud dell'Esercito, il Giardino dei Giusti Militari.

### Il sito di Gariwo
Il sito di Gariwo, disponibile sia in italiano che in inglese, ospita un'ampia raccolta di articoli di attualità, riguardanti principalmente il tema dei diritti umani, recensioni di libri e di film e una sezione dedicata alle storie dei Giusti e a quelle segnalate dai lettori.
Gariwo ha inoltre creato i Giardini virtuali dei Giusti d'Europa con il progetto Wefor (Web European Forest of the Righteous), inserito all'interno del sito nella sezione didattica .
Wefor, interattivo e collegato a una vasta proposta di materiali per le scuole, è stato scelto dalla Comunità europea per rappresentare l'eccellenza delle iniziative finanziate nell'ambito del programma Europe for Citizens ed è stato inserito nella pubblicazione dedicata ai 25 migliori progetti realizzati tra il 2007 e il 2012.

## Comitato scientifico internazionale e Ambasciatori
Dal 2003 è attivo il Comitato scientifico internazionale, che promuove l'attività di ricerca storica e divulgativa dell'associazione. Dal 2016 Gariwo ha anche degli "Ambasciatori", impegnati nella diffusione del messaggio dei Giusti.